# Edwards amazilia
Edwards amazilia (Saucerottia edward synoniem: Amazilia edward) is een vogel uit de familie Trochilidae (kolibries).

## Verspreiding en leefgebied
Deze soort komt voor in Costa Rica en Panama en telt vier ondersoorten:
- S. e. niveoventer: zuidwestelijk Costa Rica en zuidwestelijk Panama, Coiba.
- S. e. edward: het oostelijke deel van Midden-Panama.
- S. e. collata: centraal Panama.
- S. e. margaritarum: oostelijk Panama en de noordelijke eilanden in de Golf van Panama.

## Status
De grootte van de populatie is in 2019 geschat op 50-500 duizend volwassen vogels. Op de Rode Lijst van de IUCN heeft deze soort de status niet bedreigd.